# Mine de Kemi
 (mars 2025).
Si vous disposez d'ouvrages ou d'articles de référence ou si vous connaissez des sites web de qualité traitant du thème abordé ici, merci de compléter l'article en donnant les références utiles à sa vérifiabilité et en les liant à la section « Notes et références ».
La mine de Kemi est une mine à ciel ouvert de chrome, située dans la région de Laponie en Finlande.